# Upplänning
Upplänning är en svensk frälseätt från medeltiden som hade sitt säte i Uppland. Stamfader till denna släkt uppges vara Carl Ragvaldsson som levde åtminstone år 1280–1300.  Släkten Upplänning förde den redan på 1360-talet gamla ätten Böljes vapen (Bölja från Uppland)..
Joan Östensson Upplänning (död omkring 1380), väpnare och Bo Jonsson Grips underlagman 1371 i Östergötland.
Yngre grenar av ätten förde enligt Gabriel Anrep i vapnet en halv lilja av guld i rött fält, till vänster emot ett blått fält.:
Mats Persson Upplänning var gift med Birgitta Kristiernsdotter (Vasa), dotter till Kristiern Johansson (Vasa), och slottsfogde i Stockholm 1530-1531. 
Hans son Peder Mattsson Upplänning  var kung Eric XIVs ståthållare i Söderköping, gift med Christina Eriksdotter Puke.